# Makoțevo, Sofia
Makoțevo (în bulgară Макоцево) este un sat în comuna Gorna Malina, regiunea Sofia,  Bulgaria. 

## Demografie
Componența etnică a satului Makoțevo
     Bulgari (99,52%)
     Nicio identificare (0,47%)
     Altele (0%)
La recensământul din 2011, populația satului Makoțevo era de 211 locuitori. Din punct de vedere etnic, majoritatea locuitorilor (99,52%) erau bulgari. Pentru 0,47% din locuitori nu este cunoscută apartenența etnică.